# William Fawcett
William Fawcett (1851 - 1926) fue un botánico británico, coautor de Flora of Jamaica.
Fawcett fue director de los Jardines Públicos y Plantaciones en Jamaica, de 1887 a 1908. Luego retornará a Inglaterra donde investigará con Alfred B. Rendle, produciendo los primeros pocos volúmenes de la monumental Flora of Jamaica.

## Algunas publicaciones
- 1886. The Trans. Linn. Soc. Lond. "on new species of Balanphora & Thonningia with a note on Brugmansia lowi, Beccari 2ª Ser. Bot. Vol II Part 12. Ed. Longmans Green
- Fawcett. W. 1893. A provisional list of the indigenous and naturalized flowering plants of Jamaica. Ed. Aston W. Gardner & Co. 57 pp.
- Fawcett. W. En 2001 se realiza otra reimpresión de Flora of Jamaica Containing Descriptions of the Flowering Plants Known from the Island: Vol. 1. Orchids. Ed. Adamant Media Co. 333 pp. ISBN 0-543-91360-0
- Fawcett. W. 1904. An account of the Jamaican species of Lepanthes. Trans. Linn. Soc. Lond. Ed. Taylor & Francis. 13 pp.
- Fawcett, W. 1921. The Banana: Its Cultivation, Distribution & Commercial Uses. 340 pp. Ed. Kessinger Publishing, LLC (William Fawcett autor, Daniel Morris introducción; reimpreso en 2008, ISBN 1-4366-5180-8
- Fawcett, W; AB Rendle. ORCHIDACEÆ. (Orchidaceae) Vol. I in FLORA OF JAMAICA. Containing Descriptions of the Flowering Plants Known from the Island. Reimpreso 1982 Ed. Bishen Singh Mahendra Pal Singh
- La abreviatura «Fawc.» se emplea para indicar a William Fawcett como autoridad en la descripción y clasificación científica de los vegetales.[2]